# تراکوتا

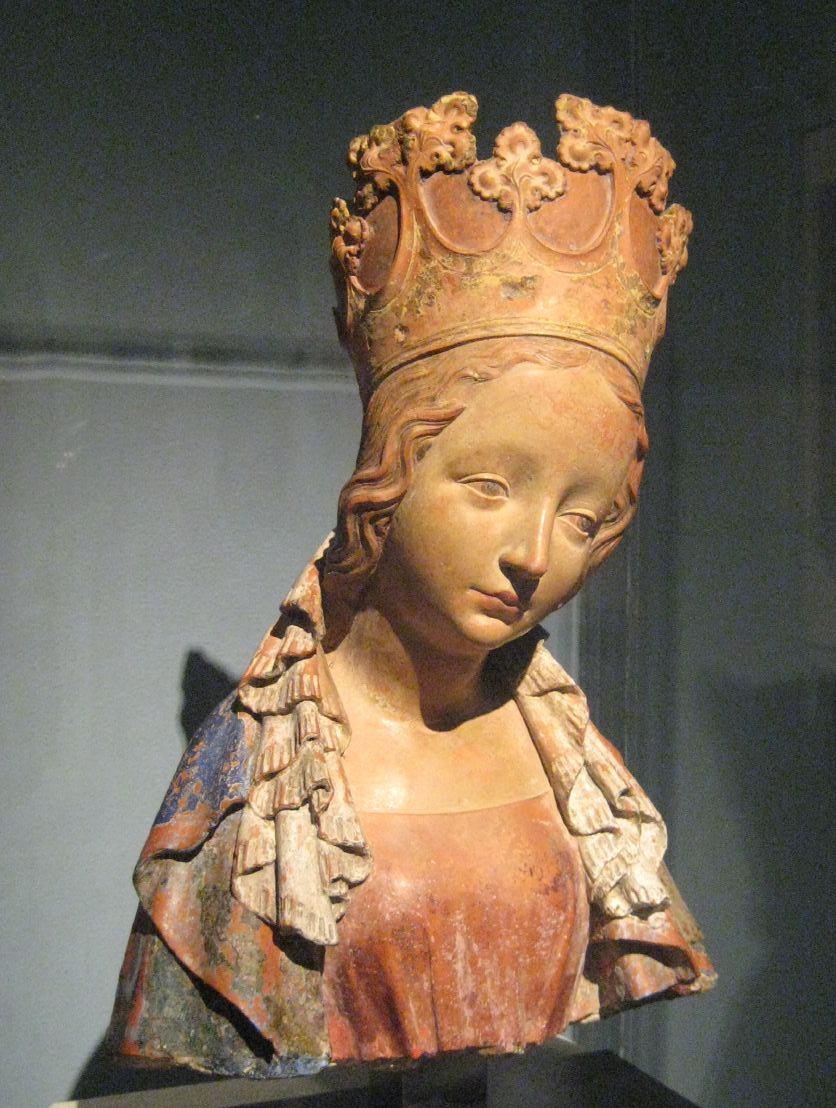
سردیس مریم باکره، حدود ۱۳۹۰–۱۳۹۵ میلادی، تراکوتای چندرنگ.

تراکوتا نوعی سفال است که از رُسِ کوره پُخته‌شده و در مایهٔ رنگ آجری با تِم کمی سرخ یا رنگ سفالِ کوره‌رفته‌است.
کاربرد و تعاریف این اصطلاح متفاوت است، مانند:
- در هنر، سفالگری، هنرهای کاربردی، صنایع دستی، ساخت و ساز و معماری، تراکوتا اصطلاحی است که اغلب برای مجسمه‌های سفالی قرمز رنگ یا محصولات کاربردی مانند گلدان‌های گل، لوله‌های آب و فاضلاب، ظروف غذاخوری، کاشی‌های پشت بام و تزئینات سطوح ساختمان‌ها استفاده می‌شود. در چنین کاربردهایی به این ماده تراکوتا نیز گفته می‌شود.[۱]
- در باستان‌شناسی و تاریخ هنر، تراکوتا اغلب برای توصیف اشیایی استفاده می‌شود مانند مجسمه‌ها و وزنه‌های بافندگی که روی چرخ سفالگری ساخته نشده‌اند، یا ظروف و سایر اشیاء ساخته شده روی چرخ از همان موادی که به آنها گل سفالگری گفته می‌شود. انتخاب اصطلاح به نوع شیء بستگی دارد تا تکنیک مواد یا شکل‌دادن.[۲]

سفال‌های معماری لعابدار و نسخه بدون لعاب آن به عنوان سطوح بیرونی ساختمان‌ها، قرن‌ها قبل از محبوبیت در غرب در قرن نوزدهم، در شرق آسیا مورد استفاده قرار گرفت. سفال معماری همچنین می‌تواند به عناصر سرامیکی تزئین شده مانند پیشنماها و روکش‌ها اشاره داشته باشد که تأثیر زیادی بر ظاهر معابد و سایر بناها در معماری کلاسیک اروپا و همچنین در خاور نزدیک باستان داشته‌است.

## تولید

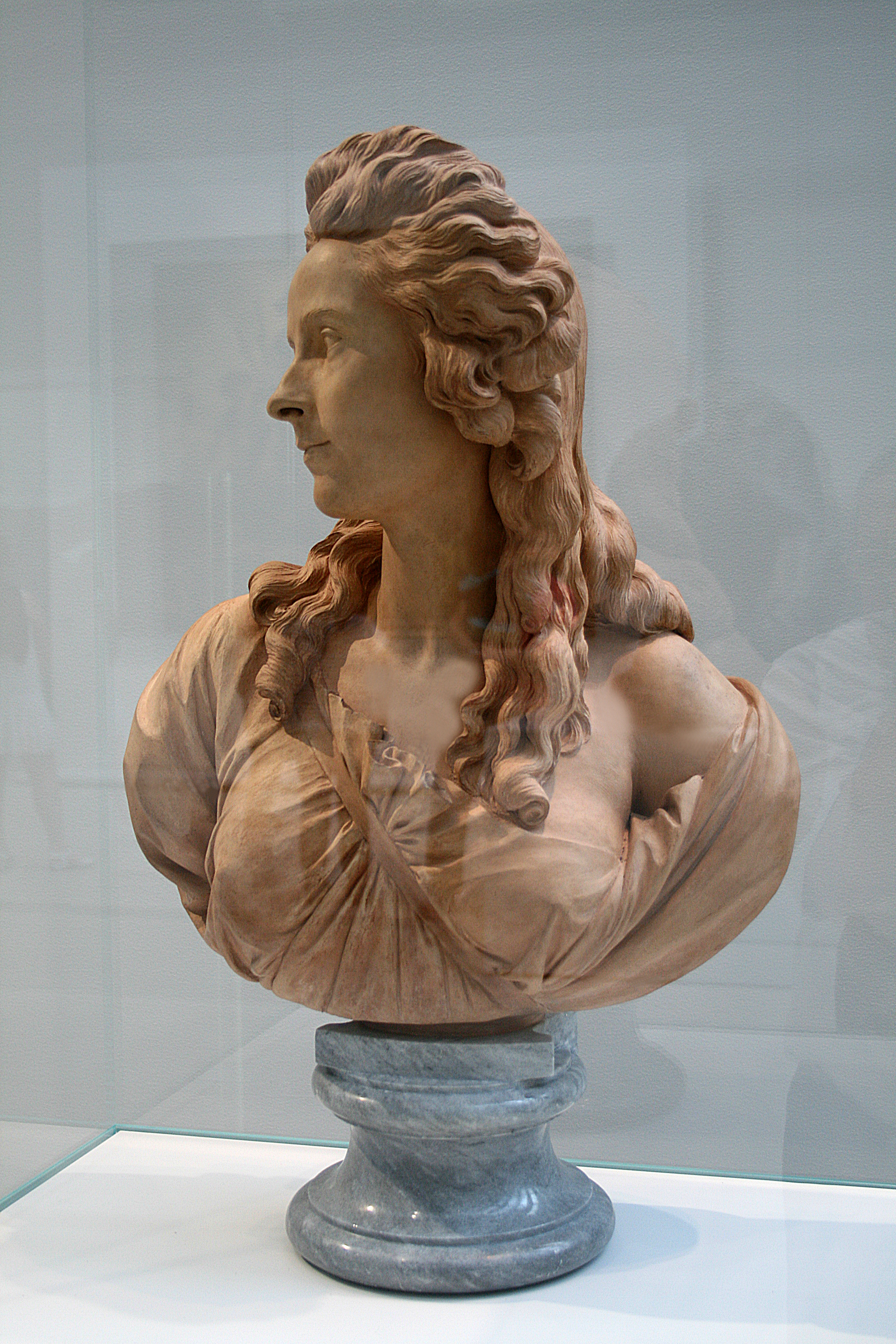
نیم تنه الیزابت ویژه لبرون; ساخته آگوستین پاجو در ۱۷۸۳; ارتفاع: ۵۵ سانتی‌متر، عرض: ۴۴ سانتی‌متر، عمق: ۲۱ سانتی‌متر

قبل از پخت، گل رسی سفالگری به راحتی شکل می‌گیرند. ساخته‌های صنایع دستی را می‌توان با تکنیک افزودن بخش‌هایی از گل رس به قطعات در حال ساخت، یا با کندن و حک کردن یک توده از آن با کمک کاردک یا ابزار مشابه تشکیل داد. با ترکیبی از مهارت‌ها برای ایجاد شکل کلی و سپس حذف یا اضافه کردن بخش‌ها در نقاط مدنظر، جزئیات مدنظر هنرمند ساخته می‌شود.
پس از خشک شدن سازه دست‌ساز، آن را در کوره یا بالای مواد قابل احتراق در گودال قرار می‌دهند تا پخته شود. دمای معمول برای پخت حدود ۱۰۰۰ درجه سانتیگراد (۱۸۳۰ درجه فارنهایت) است، اگرچه ممکن است در نمونه‌های تاریخی و باستان‌شناسی تا ۶۰۰ درجه سانتیگراد (۱۱۱۲ درجه فارنهایت) باشد.
در طی این فرایند ساخت، محتوای آهن موجود در خاک رس با اکسیژن واکنش می‌دهد و در نتیجه رنگ مایل به قرمز که نماد خاک رس‌های سفالگری است، پدید می‌آید. با این حال، رنگ کلی می‌تواند به‌طور گسترده‌ای در طیف‌های متفاوت باشد که سایه‌های رنگ زرد، نارنجی، نخودی، قرمز، صورتی، خاکستری یا قهوه ای از جمله آن‌ها است.
مرحله نهایی تراشیدن سفال‌های پخته شده‌است. این تکنیک ممکن است کمتر رایج باشد اما نمونه‌هایی را می‌توان در معماری بنگالی بر روی معابد و مساجد هندوها یافت.

## مشخصات

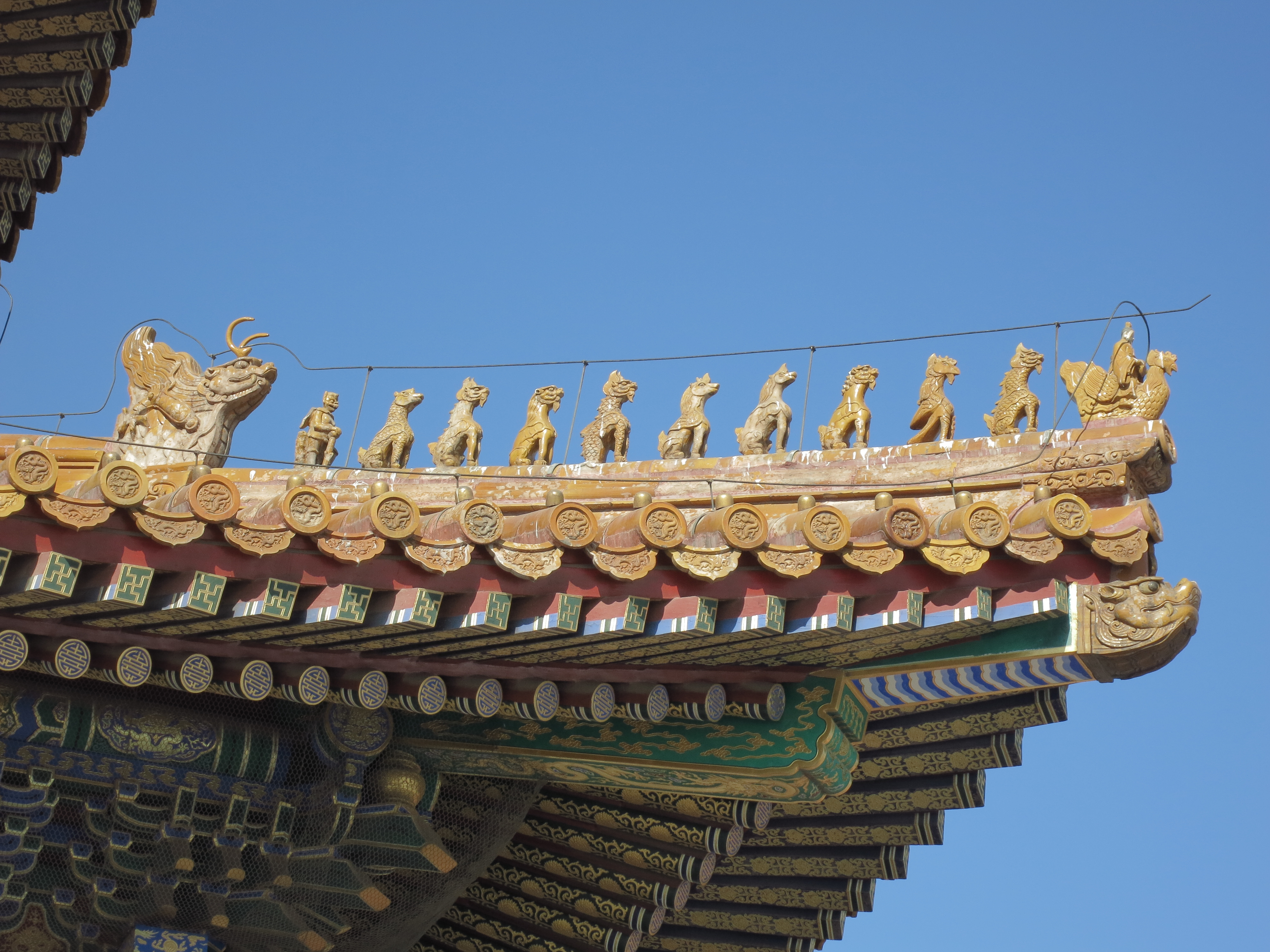
تزئینات سقفی در بناهای امپراتوری چین در شهر ممنوعه

سفال پخته شده ضدآب نیست اما زمانی که سطح بدنه آن قبل از پختن، کمی جلا و لعاب داده شود، تخلخل آن کاهش می‌یابد. لایه ای از لعاب می‌تواند نفوذپذیری را بیشتر کاهش دهد و آب‌بندی را افزایش دهد.
سفال‌های بدون لعاب برای استفاده در زیر سطح زمین برای انتقال آب تحت فشار به عنوان یک کاربرد قدیمی، در گلدان‌های باغ، آبیاری یا تزئینات ساختمان در بسیاری از محیط‌ها، و برای ظروف روغن، چراغ‌های نفتی یا اجاق‌ها مناسب است. بیشتر کاربردهای دیگر نیاز به لعاب دادن به مواد دارند، مانند ظروف غذاخوری، لوله‌کشی بهداشتی یا تزئینات ساختمانی که برای محیط‌های یخبندان ساخته شده‌اند.
سفال نیز در صورت ضربه خفیف و تا زمانی که ترک نخورده باشد، صدای زنگ می‌دهد.
سفال‌های رنگ شده (پلی کروم) معمولاً ابتدا با یک لایه نازک از جسو پوشانده می‌شوند و سپس رنگ می‌شوند. این نوع سفال‌ها به‌طور گسترده استفاده می‌شوند، اما فقط برای موقعیت‌های داخلی مناسب است و دوام بسیار کمتری نسبت به رنگ‌های پخته شده در لعابدار سرامیکی دارد. مجسمه‌های سفالی در غرب تا قرن ۱۸ به ندرت در حالت «خام» خود باقی می‌ماندند.

## نگارخانه

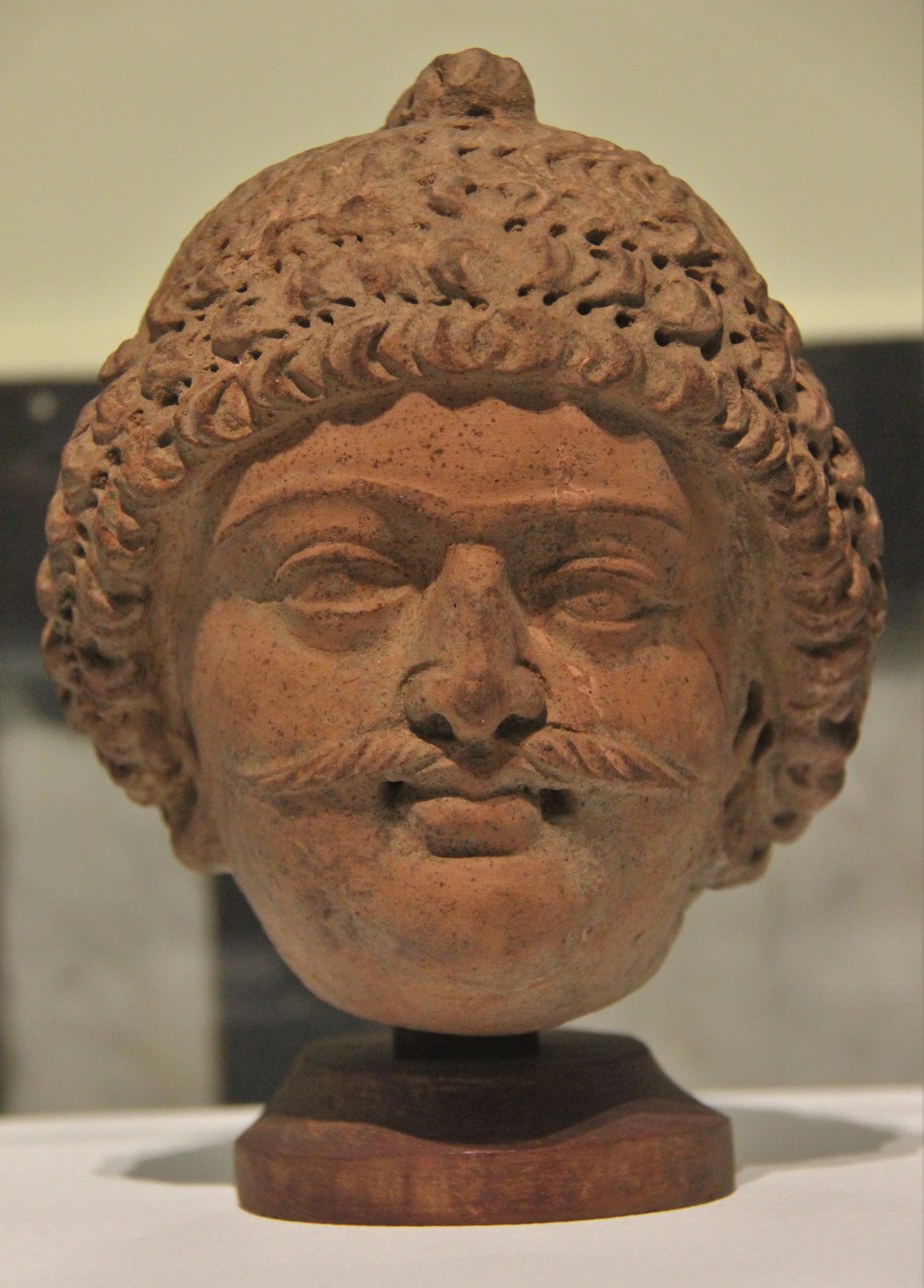
سردیس منعلق به سده ۶ مبلادی در اخنور، هند
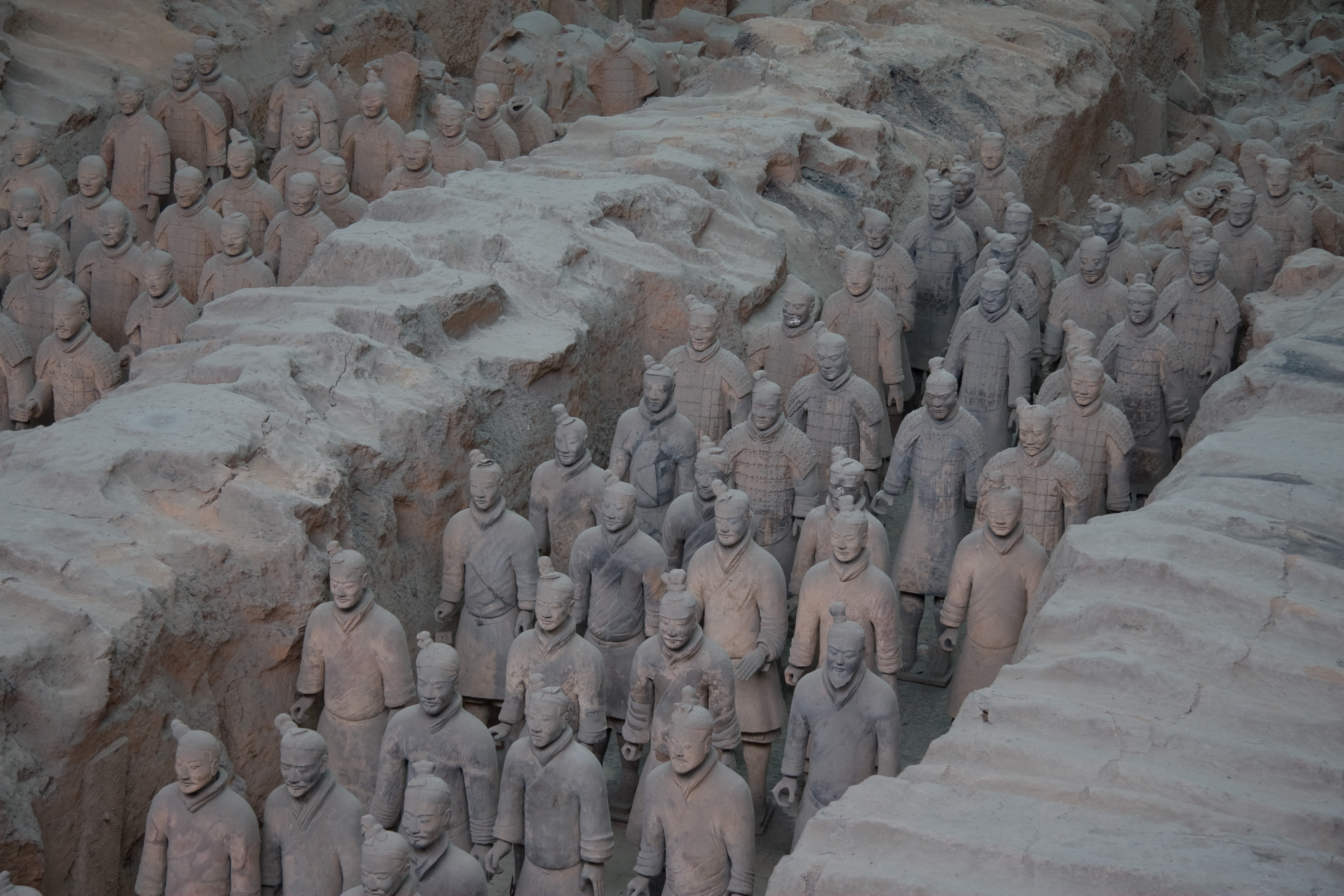
ارتش تراکوتا
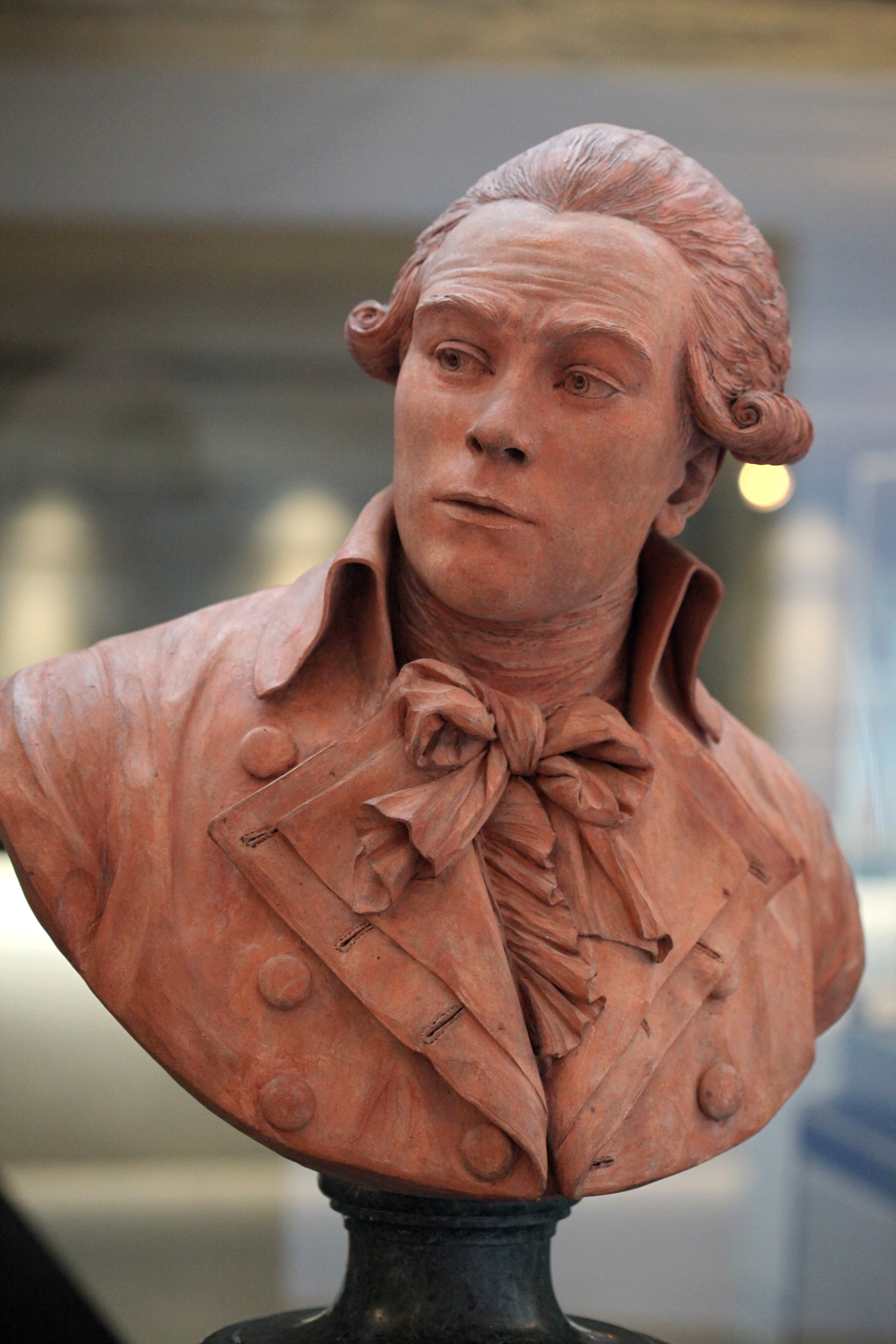
سردیس ماکسیمیلیان روبسپیر